# Кубинка
Ку́бинка — город (до 2004 года — посёлок городского типа) в Одинцовском городском округе Московской области России. Расположен в 63 км к западу от центра Москвы. 
Железнодорожный узел: станции Кубинка I и Кубинка II.

## Расположение
Основная часть города располагается к северу от федеральной автомобильной дороги М1 «Беларусь» (Минское шоссе), возле железнодорожной станции Кубинка I, по обе стороны от железной дороги Смоленского направления. Через город также проходит Можайское шоссе.
К югу от Минского шоссе — вторая часть города, где расположены:
- бывший Московский военный институт радиоэлектроники Космических войск (с 2011 года филиал Военно-космической академии имени А. Ф. Можайского), ныне расформирован, здание снесено[4];
- 45-я отдельная гвардейская бригада специального назначения;
- 38 НИИ МО РФ с военно-историческим музеем бронетанковой техники;
- велосипедный завод.

В пяти километрах к северу от Кубинки — авиабаза Кубинка, в трёх — 121-й авиаремонтный завод.

## Транспорт
Город обслуживается станцией Кубинка I Смоленского направления МЖД. В 2015 году в городе Кубинке была открыта ж/д линия: 10-километровой участок от Кубинки-1 до станции Парк «Патриот» с промежуточной платформой «Музей» (расположена вблизи парка «Патриот», где находится музей бронетанкового вооружения и техники). Помимо железнодорожного транспорта в городе есть автостанция с автовокзалом, до которого осуществляется регулярное междугороднее автобусное сообщение из Москвы и окрестных городов. Внутренние городские пассажирские перевозки выполняются несколькими маршрутами городских автобусов.

## История
Началом современному городу послужило село Починки. Оно упоминается в жалованной грамоте 1571 года, согласно которой владельцем села стал князь Иван Иванович Кубенский. Вскоре после пожалования село начинают называть по владельцу — Кубенское (1584 год).
Географ и историк Г. Ф. Миллер, проезжавший в 1778 году через подмосковное село Кубенское, отметил, что его жители занимались мелкими ремёслами, в том числе отливали ложки и пуговицы.
В 1870 году на прокладывавшейся Московско-Брестской железной дороге в двух верстах от села была открыта станция, получившая по селу название Кубинка. Посёлок, выросший при станции, со временем поглотил село, но сохранил название станции Кубинка.
Во время Великой Отечественной войны с 1 по 3 декабря 1941 года на подступах к Кубинке шли ожесточённые бои — здесь немецкое командование предприняло последнюю попытку прорваться к Москве. Немцам удалось взять соседнюю деревню Юшково, но на следующий день они были выбиты оттуда, наступление было отражено.

## Население
| 1970    | 1979    | 1989    | 2001    | 2002    | 2003    | 2005    |
| ------- | ------- | ------- | ------- | ------- | ------- | ------- |
| 7295    | ↗8297   | ↘8019   | ↗10 000 | ↗26 158 | ↗26 200 | ↗26 300 |
| 2006    | 2007    | 2008    | 2009    | 2010    | 2012    | 2013    |
| ↘26 158 | ↗26 300 | →26 300 | ↘26 188 | ↘22 964 | ↘22 556 | ↘22 096 |
| 2014    | 2015    | 2016    | 2017    | 2018    | 2019    | 2020    |
| ↘21 558 | ↘21 017 | ↘20 676 | ↘20 363 | ↘20 157 | ↘20 104 | ↗20 138 |
| 2021    | 2023    | 2024    |         |         |         |         |
| ↗23 146 | ↗23 303 | ↗23 472 |         |         |         |         |

## Промышленность
- Завод ООО «Веломоторс+»
- ЗАО «Кубинка»
- «Кубинские колбасы»
- Мебельная фабрика «Одэкс»
- ООО «Металл-Завод»

## Учебные заведения
- Средняя школа № 1 имени Героя Российской Федерации заслуженного военного лётчика России гвардии полковника Игоря Валентиновича Ткаченко[28];
- Средняя школа № 2 имени Героя Советского Союза Безбородова Василия Петровича.